# Uteun Dama
Uteun Dama is een bestuurslaag in het regentschap Aceh Timur van de provincie Atjeh, Indonesië. Uteun Dama telt 615 inwoners (volkstelling 2010).